# 哈德勒 (明尼蘇達州)
哈德勒（英語：Hadler）是位於美國明尼蘇達州諾曼縣普萊森特維尤鎮區的一個非建制地區。

## 歷史
哈德勒的郵局於1903年設立，其後於1908年停運。

## 地理
哈德勒所處的海拔為高於海平面275米（即902英呎），而該地所採用的時區為UTC-6，即北美中部時區（CST）。同時該地設有夏令時間，為UTC-6調快一小時，即UTC-5（CDT）。